# Ensayo solidaridad
El Ensayo de Solidaridad (en inglés: Solidarity trial) es una iniciativa multinacional de la Organización Mundial de la Salud (OMS) y colaboradores que busca comparar cuatro tratamientos no licenciados para pacientes hospitalizados con COVID-19 severo. El estudio se anunció el 18 de marzo de 2020. Para marzo de 2020, los países participantes eran Argentina, Baréin, Canadá, Francia, Irán, Malasia, Noruega, Sudáfrica, España, Suiza y Tailandia. Para el 20 de abril de 2020, más de 100 países formaban parte del estudio.

## Diseño y enrolamiento
El estudio tiene como propósito valorar de forma rápida la potencial eficacia de agentes antivirales y antiinflamatorios ya existentes pero no probados específicamente para COVID en pacientes infectados con SARS-CoV-2. Este proceso de utilizar un medicamento ya aprobado para una nueva enfermedad se conoce como reposicionamiento.
El estudio Solidaridad está diseñado para dar respuestas rápidas a preguntas clínicas esenciales:
- ¿Alguno de los medicamentos reduce la mortalidad?
- ¿Alguno de los medicamentos reduce el tiempo de estancia hospitalaria?
- ¿Alguno de los medicamentos afecta la necesidad de uso de ventilador mecánico o internamiento en una unidad de cuidados intensivos?
- ¿Se podría utilizar alguno de los medicamentos as para minimizar el riesgo de COVID-19 en personal de salud o personas con alto riesgo de desarrollar enfermedad severa?

El enrolamiento de pacientes con COVID-19 se ha simplificado; el ingreso de datos, incluyendo el consentimiento informado se hace a través de un portal web de la OMS. El personal del estudio indica qué medicamentos están disponibles en cada institución de salud, y el portal web asigna de manera aleatoria a cada uno de los pacientes participantes en el estudio a uno de los medicamentos o al tratamiento estándar para esa institución (que no debe incluir a ninguno de los medicamentos en estudio. El médico del estudio registra información de seguimiento sobre el estado de cada paciente y su tratamiento a través del portal web. El diseño de este estudio no es doble-ciego (el estándar de calidad para un ensayo clínico), pues la OMS necesitaba combinar velocidad con calidad para poder realizar este estudio en diversos países. Una comisión global de monitoreo de seguridad de médicos de la OMS revisan los resultados preliminares para tomar decisiones sobre la seguridad y efectividad de los medicamentos en estudio, alterar el diseño del estudio, o recomendar un medicamento que sea efectivo. El Instituto Nacional de Investigación en Salud y Medicina de Francia (INSERM) lanzó un estudio similar a Solidaridad, que abarca siete países, también basado en la web, llamado “Discovery” en marzo de 2020.

### Diseño adaptativo
De acuerdo al Director General de la OMS, la meta del estudio es “reducir dramáticamente el tiempo necesario para generar evidencia robusta sobre qué medicamentos funcionan”, un proceso que utiliza un diseño adaptativo. Los estudios Solidarity y Discovery aplican diseños adaptativos para poder cambiar parámetros de los ensayos rápidamente cuando empiecen a aparecer resultados de las cuatro estrategias terapéuticas experimentales.
El uso de diseños adaptativos como parte de ensayos clínicos en fase III o IV, como en el caso de los estudios Solidarity y Discovery, pueden acortar la duración de los estudios e implicar el uso de menos sujetos. Esto permite expeditar la decisión de terminar el ensayo antes de tiempo para aminorar costos si los resultados preliminares son negativos. Si el estudio Solidaridad muestra evidencia temprana de éxito, se pueden hacer cambios en el diseño a nivel internacional para mejorar los resultados en pacientes afectados, y fomentar el uso del medicamento.

## Medicamentos en estudio
Los medicamentos individuales o combinados que se están estudiando actualmente en los ensayos Solidaridad y Discovery son los siguientes:
- remdesivir, que se ha probado en ocasiones anteriores como tratamiento contra el ébola.
- lopinavir/ritonavir (LPV/r), que es un tratamiento autorizado contra el VIH.
- lopinavir/ritonavir combinado con interferón-beta. El interferón-beta se usa para tratar la esclerosis múltiple.
- hidroxicloroquina (o cloroquina), que se utiliza para tratar afecciones reumatológicas.

## Financiamiento
Durante el mes de marzo, el financiamiento para el estudio Solidaridad llegó a US$108 millones, proveniente de 203 000 donaciones individuales, asociaciones caritativas y gobiernos, con 45 países involucrados en financiamiento o manejo del estudio.